# أعمال تتحدى الموت
أعمال تتحدى الموت (بالإنجليزية: Death Defying Acts)‏ هو فيلم رومانسي وخارق للطبيعة تم إنتاجه في أستراليا والمملكة المتحدة وصدر سنة 2007 بطولة غاي بيرس وكاثرين زيتا جونز وسيرشا رونان.

## القصة
خلال جولة فنية قام بها في بريطانيا في عام 1926، يدخل الساحر هاري هوديني في علاقة عاطفية مع وسيطة روحانية والتي تقرر استخدام كل ما جعبتها لخداع الساحر الشهير.

## الإيرادات
حقق الفيلم أرباح تقدر بـ 8.3 مليون دولار.

## وصلات خارجية
أعمال تتحدى الموت على موقع IMDb (الإنجليزية)
- أعمال تتحدى الموت على موقع ميتاكريتيك (الإنجليزية)
- أعمال تتحدى الموت على موقع روتن توميتوز (الإنجليزية)
- أعمال تتحدى الموت على موقع نتفليكس (الإنجليزية)
- أعمال تتحدى الموت على موقع قاعدة بيانات الأفلام العربية
- أعمال تتحدى الموت على موقع ألو سيني (الفرنسية)
- أعمال تتحدى الموت على موقع Turner Classic Movies (الإنجليزية)
- أعمال تتحدى الموت على موقع أول موفي (الإنجليزية)
- أعمال تتحدى الموت على موقع بوكس أوفيس موجو (الإنجليزية)
- أعمال تتحدى الموت على موقع فيلمافينيتي (الإسبانية)